# Ibrahim Chabbouh
Ibrahim Chabbouh (arabisch ابراهيم شبوح / Ibrāhīm Šabbūḥ) ist seit 1999 der Generaldirektor des Königlichen Aal al-Bayt Instituts für islamisches Denken in Jordanien. Er ist Mitbegründer des Vereins zur Pflege der Stadt Qairawān in Tunesien. Zwischen 1987 und 1992 war er der Generaldirektor der Nationalbibliothek Tunesiens in Tunis.
Er war einer der 138 Unterzeichner des offenen Briefes Ein gemeinsames Wort zwischen Uns und Euch (engl. A Common Word Between Us & You), den Persönlichkeiten des Islam an „Führer christlicher Kirchen überall“ (engl. „Leaders of Christian Churches, everywhere …“) sandten (13. Oktober 2007).